# Unione Sportiva Battipagliese 1997-1998
Questa voce raccoglie le informazioni riguardanti la Unione Sportiva Battipagliese nelle competizioni ufficiali della stagione 1997-1998.

## Stagione
A fine stagione, la Battipagliese si colloca al 17º posto in Serie C1 ed è costretta a disputare i play-out per salvarsi, e riesce a salvarsi dopo aver sconfitto il Palermo
In Coppa Italia Serie C si colloca al 4º posto del Girone P, non riuscendosi a qualificare alla fase successiva.

## Divise e sponsor
| Casa | Trasferta | Terza Divisa |

## Organigramma societario
- Presidente:  Bruno Pastena[3]
- Allenatore:  Roberto Chiancone[2]

## Rosa
Fonte: Calciatori.com
| N. |                   | Ruolo | Calciatore           |
| -- | ----------------- | ----- | -------------------- |
|    | Italia (bandiera) | C     | Luca Amoruso         |
|    | Italia (bandiera) | P     | Antonio Bruno        |
|    | Italia (bandiera) | D     | Fabrizio Bucciarelli |
|    | Italia (bandiera) | C     | Carlo Cacicia        |
|    | Italia (bandiera) | A     | Domenico D'Antò      |
|    | Italia (bandiera) | A     | Andrea Deflorio      |
|    | Italia (bandiera) | D     | Mario De Rosa        |
|    | Italia (bandiera) | A     | Luigi Di Baia        |
|    | Italia (bandiera) | C     | Francesco Fonte      |
|    | Italia (bandiera) | C     | Domenico Giugliano   |
|    | Italia (bandiera) | D     | Giovanni Langella    |
|    | Italia (bandiera) | D     | Luigi Lonoce         |

| N. |                   | Ruolo | Calciatore         |
| -- | ----------------- | ----- | ------------------ |
|    | Italia (bandiera) | D     | Simone Loria       |
|    | Italia (bandiera) | A     | Francesco Madonna  |
|    | Italia (bandiera) | A     | Giuseppe Mascara   |
|    | Italia (bandiera) | P     | Rocco Mattia       |
|    | Italia (bandiera) | A     | Marco Neroni       |
|    | Italia (bandiera) | C     | Giorgio Olivari    |
|    | Italia (bandiera) | C     | Francesco Pesacane |
|    | Italia (bandiera) | C     | Salvatore Russo    |
|    | Italia (bandiera) | D     | Giovanni Schettini |
|    | Italia (bandiera) | P     | Giovanni Schettino |
|    | Italia (bandiera) |       | Veroni             |

## Risultati

### Serie C1

#### Girone di andata
| 31 agosto 1997 1ª giornata | Cosenza | 1 – 1 | Battipagliese |  |

| 7 settembre 1997 2ª giornata | Battipagliese | 2 – 1 | Ascoli |  |

| 14 settembre 1997 3ª giornata | Battipagliese | 2 – 2 | Turris |  |

| 21 settembre 1997 4ª giornata | Gualdo | 2 – 1 | Battipagliese |  |

| 28 settembre 1997 5ª giornata | Battipagliese | 1 – 0 | Palermo |  |

| 5 ottobre 1997 6ª giornata | Giulianova | 3 – 0 | Battipagliese |  |

| 12 ottobre 1997 7ª giornata | Nocerina | 3 – 0 | Battipagliese |  |

| 19 ottobre 1997 8ª giornata | Battipagliese | 0 – 2 | Savoia |  |

| 26 ottobre 1997 9ª giornata | Ternana | 2 – 0 | Battipagliese |  |

| 9 novembre 1997 10ª giornata | Battipagliese | 0 – 0 | Atletico Catania |  |

| 16 novembre 1997 11ª giornata | Battipagliese | 2 – 2 | Fermana |  |

| 23 novembre 1997 12ª giornata | Acireale | 0 – 1 | Battipagliese |  |

| 30 novembre 1997 13ª giornata | Battipagliese | 1 – 1 | Lodigiani |  |

| 14 dicembre 1997 14ª giornata | Ischia Isolaverde | 0 – 0 | Battipagliese |  |

| 21 dicembre 1997 15ª giornata | Battipagliese | 2 – 0 | Casarano |  |

| 28 dicembre 1998 16ª giornata | Juve Stabia | 0 – 0 | Battipagliese |  |

| 11 gennaio 1998 17ª giornata | Battipagliese | 1 – 1 | Avellino |  |

#### Girone di ritorno
| 18 gennaio 1998 18ª giornata | Battipagliese | 0 – 2 | Cosenza |  |

| 25 gennaio 1998 19ª giornata | Ascoli | 0 – 2 | Battipagliese |  |

| 1º febbraio 1998 20ª giornata | Turris | 0 – 0 | Battipagliese |  |

| 8 febbraio 1998 21ª giornata | Battipagliese | 0 – 2 | Gualdo |  |

| 15 febbraio 1998 22ª giornata | Palermo | 0 – 0 | Battipagliese |  |

| 22 febbraio 1998 23ª giornata | Battipagliese | 1 – 1 | Giulianova |  |

| 1º marzo 1998 24ª giornata | Battipagliese | 0 – 1 | Nocerina |  |

| 8 marzo 1998 25ª giornata | Savoia | 0 – 0 | Battipagliese |  |

| 15 marzo 1998 26ª giornata | Battipagliese | 1 – 1 | Ternana |  |

| 22 marzo 1998 27ª giornata | Atletico Catania | 2 – 1 | Battipagliese |  |

| 5 aprile 1998 28ª giornata | Fermana | 2 – 1 | Battipagliese |  |

| 11 aprile 1998 29ª giornata | Battipagliese | 1 – 1 | Acireale |  |

| 19 aprile 1998 30ª giornata | Lodigiani | 1 – 1 | Battipagliese |  |

| 26 aprile 1998 31ª giornata | Battipagliese | 1 – 1 | Isola d'Ischia |  |

| 3 maggio 1998 32ª giornata | Casarano | 1 – 0 | Battipagliese |  |

| 10 maggio 1998 33ª giornata | Battipagliese | 0 – 0 | Juve Stabia |  |

| 17 maggio 1998 34ª giornata | Avellino | 2 – 2 | Battipagliese |  |

#### Play-out
| 31 maggio 1998 Andata | Battipagliese | 1 – 0 | Palermo |  |

| 7 giugno 1998 Ritorno | Palermo | 0 – 0 | Battipagliese |  |

### Coppa Italia Serie C
| 17 agosto 1997, ore 17:00 1ª giornata | Battipagliese          | 0 – 2 | Cavese | \| Arbitro: \| Evangelista (Avellino) \| |
| Arbitro:                              | Evangelista (Avellino) |       |        |                                          |

| 24 agosto 1997 2ª giornata | Turris | 1 – 0 | Battipagliese |  |

| 3 settembre 1997 3ª giornata | Battipagliese | 1 – 0 | Ischia Isolaverde |  |

| 24 settembre 1997 4ª giornata | Olbia | 4 – 1 | Battipagliese |  |